# FEMEN
«Femen» («Фемен») — заснований в Україні міжнародний громадський рух (незареєстрована громадська організація), що діє в Україні та Європі. Відома своїми скандальними, епатажними, вандалістичними акціями протесту проти дискримінації жінок, корупції тощо, під час яких активістки руху оголюють груди. Організація почала діяти у 2008 році, стала достатньо відомою з середини 2009 року. Список активних учасниць «Фемен» містить трохи більш як десяти осіб; це переважно стрункі дівчата, зокрема студентки. Голова організації — Ганна Гуцол.

## Акції за участі FEMEN
Акції протесту «Фемен» проводять, як правило, троє-четверо дівчат топлес (обов'язково в українських віночках та в джинсах). Акції «Фемен» претендують на політичність, але й влада, й опозиція дистанціюються від «Фемен». У «Фемен» нема вираженого курсу ані за владу, ані за опозицію :
- Фемен часто критикували владу і минулу, і сучасну (але ніколи не критикували особисто Ющенка[джерело?]); ніколи не критикували будь-кого з олігархів України.
- Ще більш завзято критикували опозицію Януковичу (зокрема підтримували ув'язнення Юлії Тимошенко та суд над нею; виступали проти акцій протесту, зокрема, проти «Податкового Майдану» 2010 року та інших мітингів у 2010—2011 роках).

У листопаді 2009 року організація провела мітинг біля будинку Міністерства освіти та науки, вимагаючи створити комісію для «розслідування фактів сексуальних домагань ректорсько-викладацького складу відносно студенток». Акція була проведена у зв'язку з арештом ректора Київської академії водного транспорту Василя Михайлова, що підозрюється у виготовленні порнофільмів за участю неповнолітніх дівчат у віці від 12 до 16 років.
5 грудня 2009 року на Михайлівській площі біля входу в п'ятизірковий готель «InterContinental» в Києві рух провів акцію «Лядська доріжка» у відповідь на конкурс «Міс Україна Всесвіт — 2009».
У січні 2010 року активістки «Femen» в убранні повій провели біля будинку українського Центрвиборчкому акцію «СЕКЗит пол», пристаючи до водіїв машин, що проїжджають. Цією акцією рух бажав проілюструвати президентські вибори в Україні. Одна з дівчат по закінченні акції в інтерв'ю НТВ відзначила: «Я заробила жетон у машині та 25 копійок. А дівчина, що з плакатами Януковича, п'ять гривень заробила. Все-таки в принципі якось іде справа».
17 березня 2010 року біля стін Кабінету міністрів FEMEN провели акцію проти «узурпації чоловіками всіх керівних посад у Кабінеті міністрів України». Одна з учасниць була затримана міліцією.
Крім цього, «Femen» неодноразово проводила акції проти жіночої проституції в Україні під гаслом «Україна — не бордель!». Ганна Гуцол заявляла, що 60 % київських повій є студентками.
29 жовтня 2011 року, в день відкриття Арени Львів, активісти провели «протест проти Євро 2012». Двох учасниць протесту було заарештовано.
19 грудня 2011 року у річницю розгону в Мінську масових протестів після проведених у країні президентських виборів на сходах будинку КДБ Білорусі активістки FEMEN Інна Шевченко, Оксана Шачко та Олександра Немчинова провели акцію протесту, вимагаючи звільнити білоруських політв'язнів. Їм вдалось втекти від міліції, але ввечері зв'язок з ними пропав. Наступного дня Ганна Гуцол повідомила «Радіо Свобода», що «вони живі, але не здорові та дуже налякані, їх вчора на мінському вокзалі захопили співробітники КДБ, всю ніч їх возили в машині, потім вивезли в ліс, облили олією, погрожували підпалити, потім погрожували ножем, тим же ножем різали волосся, зі шматками з голови зрізали, знімали це все на відеокамеру і залишили їх у лісі… У них забрали документи». Активістки дістались села Беки Єльського району Гомельської області, звідки телефоном місцевих жителів подзвонили в офіс FEMEN. До Києва дівчат доправили українські дипломати.
12 травня 2012 року в Києві одна з активісток FEMEN скинула з постаменту виставлений на огляд кубок чемпіонату Європи по футболу. Акція була спрямована проти перетворення України на центр секс-туризму.
26 липня 2012 року напівоголена активістка FEMEN зустріла в аеропорту Києва Патріарха Кирила з вигуками «Ізиді вон» та написом на спині «Kill Kirill».
17 серпня 2012 року активістки з «Фемену» спиляли у центрі Києва хрест, встановлений жертвам Голодомору та політичних репресій в Україні. Таким чином FEMEN висловили свою «підтримку та повагу» російському жіночому гурту Pussy Riot, учасниць якого було засуджено за акцію у храмі Христа Спасителя. Київська міліція порушила кримінальну справу за статтею «хуліганство, здійснене групою осіб», яка передбачає позбавлення волі від 4 до 5 років ув'язнення..
21 липня 2017 року активістка групи оголилася в Адміністрації Президента України, під час пресконференції Президента Білорусі Олександра Лукашенка та Президента України Петра Порошенка.
27 липня 2017 активістка групи оголилася на пам'ятнику князю Володимиру у Києві під час хресної ходи десятків тисяч християн.
У жовтні 2024 року активістки FEMEN провели акцію "Fuck Russia" та "Fuck Iran" біля посольства Ірану в Києві, засуджуючи бездіяльність міжнародної спільноти на тлі вбивств українських мирних громадян іранськими дронами. Протест був спрямований проти іранського та російського урядів, а також проти недієвості ООН у вирішенні кризи.
У грудні 2024 року FEMEN організували акцію #unrussiaUN та "Fuck UN" біля скульптури «Зламаний стілець» у Женеві. Активістки закликали до вигнання Росії з ООН і засуджували пасивність організації у відповідь на війну в Україні. Протест наголосив на величезних людських втратах від російської агресії проти України і необхідності рішучих міжнародних дій.

## Деякі акції

### 2018
В лютому 2018 активістка Фемен Аліса Виноградова на щорічному Віденському балу оголила груди перед Президентом України Петром Порошенком, «протестуючи проти кривавого режиму». Президент України був запрошений на бал як особистий гість Президента Австрії. Виноградова перебувала на балу в супроводі посла Російської Федерації в Австрії Дмитра Любинського та лідера ультраправої фракції FPO (нацисти) в австрійському парламенті Гуденуса.

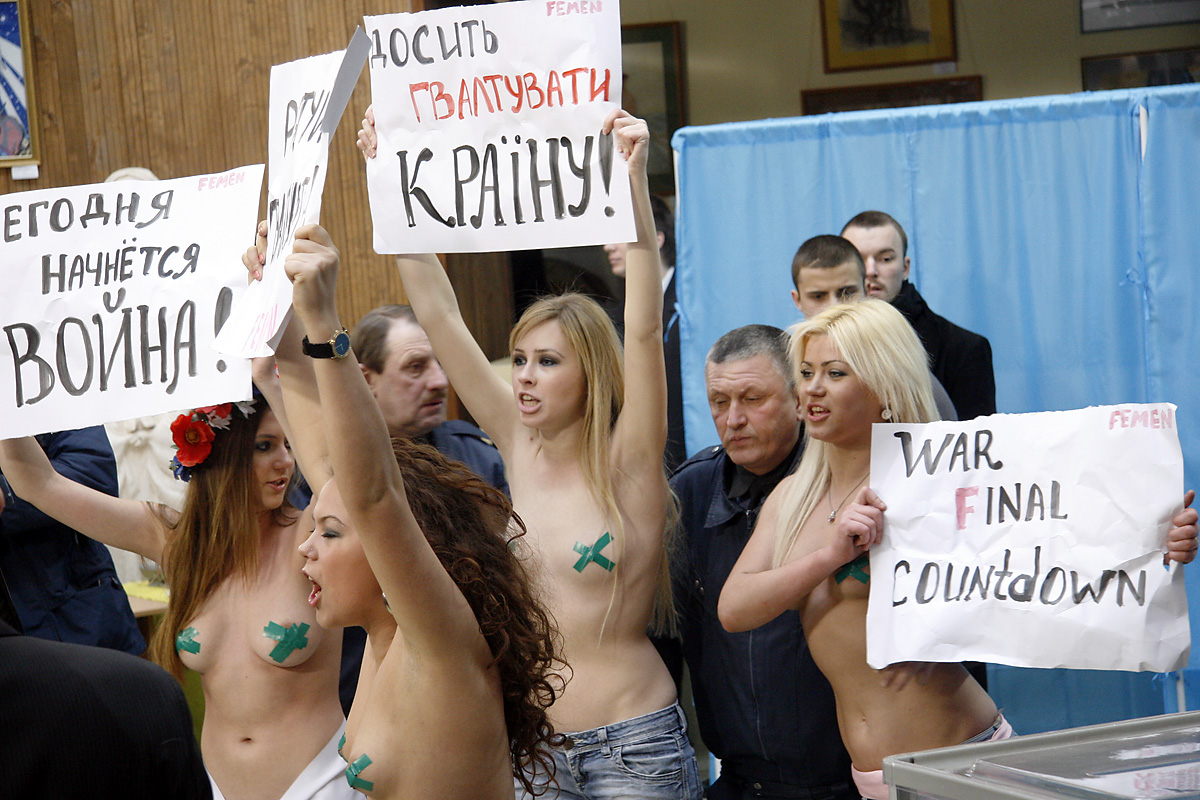
Акція «Розіп'ята Україна», 7 лютого 2010

### 2011
- Живе Білорусь! — акція в Мінську з вимогою звільнити білоруських політв'язнів.[24]
- Боже, царя гони! — акція в Москві біля храму Христа Спасителя. На своїх тілах активістки намалювали перевернуті хрести, що, можливо, пов'язано з сатанізмом.[25]
- «Грьобані БАНщики» — проти запровадження цензури в Інтернеті[26]
- «Біжи, Льоня, я прикрию!» — проти імітації слідства по справі Гонгадзе через виклик Леоніда Кучми до прокуратури[27]
- «Україна не бордель» — проти приїзду в Україну секс-туриста новозеландця Грега[28]
- «Хвала переможцям дракона» — на підтримку японців, що постраждали від цунамі

### 2010
- «Україна — не Аліна» — проти візиту в Україну прем'єр-міністра РФ Володимира Путіна
- «Немає води в крані — миюсь на Майдані»[29]
- «Розіп'ята Україна» — проти політичного насильства та нехтування демократичними принципами у ході виборів.[30]

## Ключові особи
- Ганна Гуцол — авторка ідеї та керівник
- Олександра Шевченко — «обличчя Femen», учасниця більшості акцій[31]
- Інна Шевченко — учасниця багатьох акцій, речниця.

## Іноземні осередки
10 вересня 2013 року представниці бельгійського осередку організації оголосили про припинення діяльності.

## Фінансування
У вересні 2012 року було проведено журналістське розслідування програми «Гроші», під час якого журналістка каналу «1+1» стала на певний час учасницею руху «FEMEN». Стало відомо, що четверо активісток руху у Києві отримують близько 1000 доларів на місяць, а щомісячна оренда коштує близько 20 тисяч гривень. Під час перебування активісток «FEMEN» у Парижі на кожну з учасниць руху з України було витрачено близько 1 тис. євро. Також зафіксовано, що з учасницями руху зустрічалися колишній власник медіахолдингу KP Media американець Джед Санден, німецький мільйонер Гельмут Гайер та бізнесвумен з Німеччини Беат Шобер.
Джед Санден не фінансує Femen з грудня 2011 року у зв'язку з тим, що Femen, окрім секс-туризму в Україні, включили до своєї місії інші питання (релігійні, політичні та інші).

### Сувеніри
В інтернет-магазині організації FEMENSHOP [Архівовано 7 травня 2011 у Wayback Machine.] на продаж виставлено сорочки, чашки та іншу продукцію з символікою FEMEN. Також активісти пропонують на замовлення виготовити сувенірний відтиск жіночих грудей (так званий «сіськограф», «boobsprint») з фотозвітом про виготовлення.

## Критика

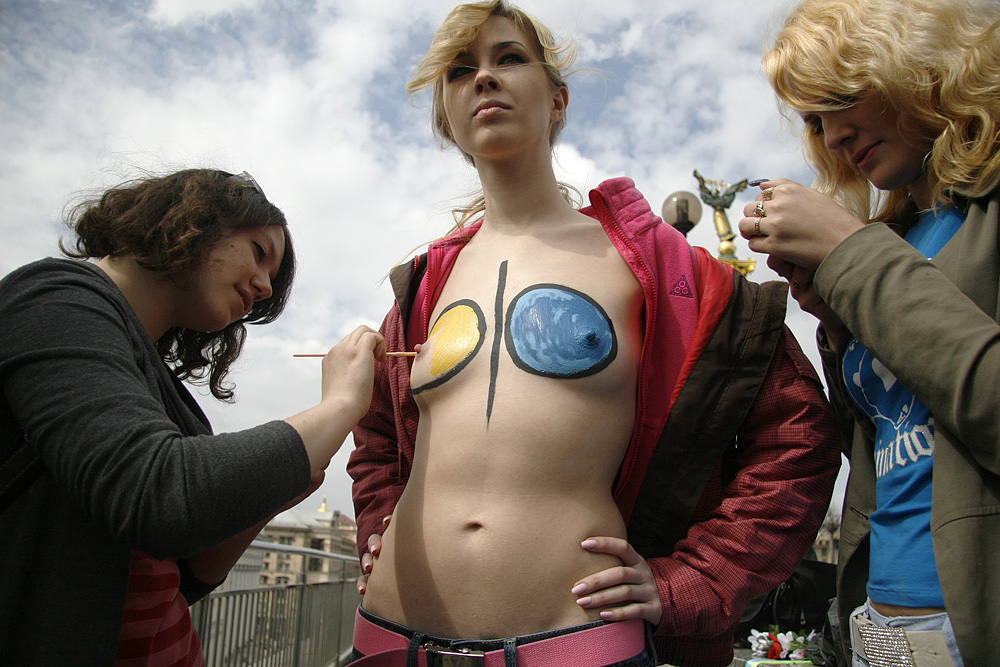
Логотип організації було розроблено російським дизайнером Артемієм Лебедєвим

Дії FEMEN критикують феміністичні організації, які вважають, що вони ганьблять феміністичний рух. Дехто з родичів активісток вирішив, що вони потрапили у деструктивну секту.
З початку діяльності FEMEN ця організація мала виключну увагу ЗМІ України та Європи, що породило розмови про сприяння їх діяльності власниками ЗМІ, які в Україні в основному належать кільком олігархічним групам. Однак самі учасниці руху заперечують будь-яку асоційованість з політичними та релігійними групами, наголошуючи на незалежності організації.
2 березня 2010 року скандально відомий український письменник Олесь Бузина опублікував статтю «Відкритий лист письменника-традиціоналіста феміністкам», яка адресувалася організації FEMEN та, зокрема, її керівнику руху — Анні Гуцол. У статті автор у вульгарних висловах закликав активісток «не опускати імідж України» та звинуватив FEMEN у тому, що організацію було створено деякими чоловіками у зв'язку з майбутнім чемпіонатом Євро-2012 «з метою заманити секс-туристів до України».

## Книги
6 березня 2013 року французьке видавництво «Кальман-Леві» видало книгу «FEMEN» авторства письменниці та журналістки Галі Акерман (фр. Galia Ackerman).